# سيدني بيني
سيدني بيني (بالإنجليزية: Sydney Penny)‏ هي منتجة أفلام وممثلة أمريكية، ولدت في 7 أغسطس 1971 بناشفيل في الولايات المتحدة.

## أعمال

### أفلام
- (1985) بال رايدر[3]

### مسلسلات
- الكاذبات الصغيرات الجميلات
- بيفرلي هيلز 90210

## وصلات خارجية
- سيدني بيني على موقع IMDb (الإنجليزية)
- سيدني بيني على موقع ألو سيني (الفرنسية)
- سيدني بيني على موقع أول موفي (الإنجليزية)
- سيدني بيني على موقع قاعدة بيانات الأفلام السويدية (السويدية)
- سيدني بيني على موقع إن إن دي بي (الإنجليزية)
- سيدني بيني على موقع قاعدة بيانات الفيلم (الإنجليزية)
- سيدني بيني على موقع كينوبويسك (الروسية)